# Jan VIII Ksifilinos
Jan VIII Ksifilinos, gr. Ιωάννης Η΄ Ξιφιλίνος – ekumeniczny patriarcha Konstantynopola w latach 1064–1075.

## Życiorys
Pochodził z Trapezuntu. Był patriarchą Konstantynopola od 1 stycznia 1064 do 2 sierpnia 1075 r. Autor rozpraw filozoficznych. Jest też autorem Żywota św. Eugeniusza z Trapezuntu.